# Calcas

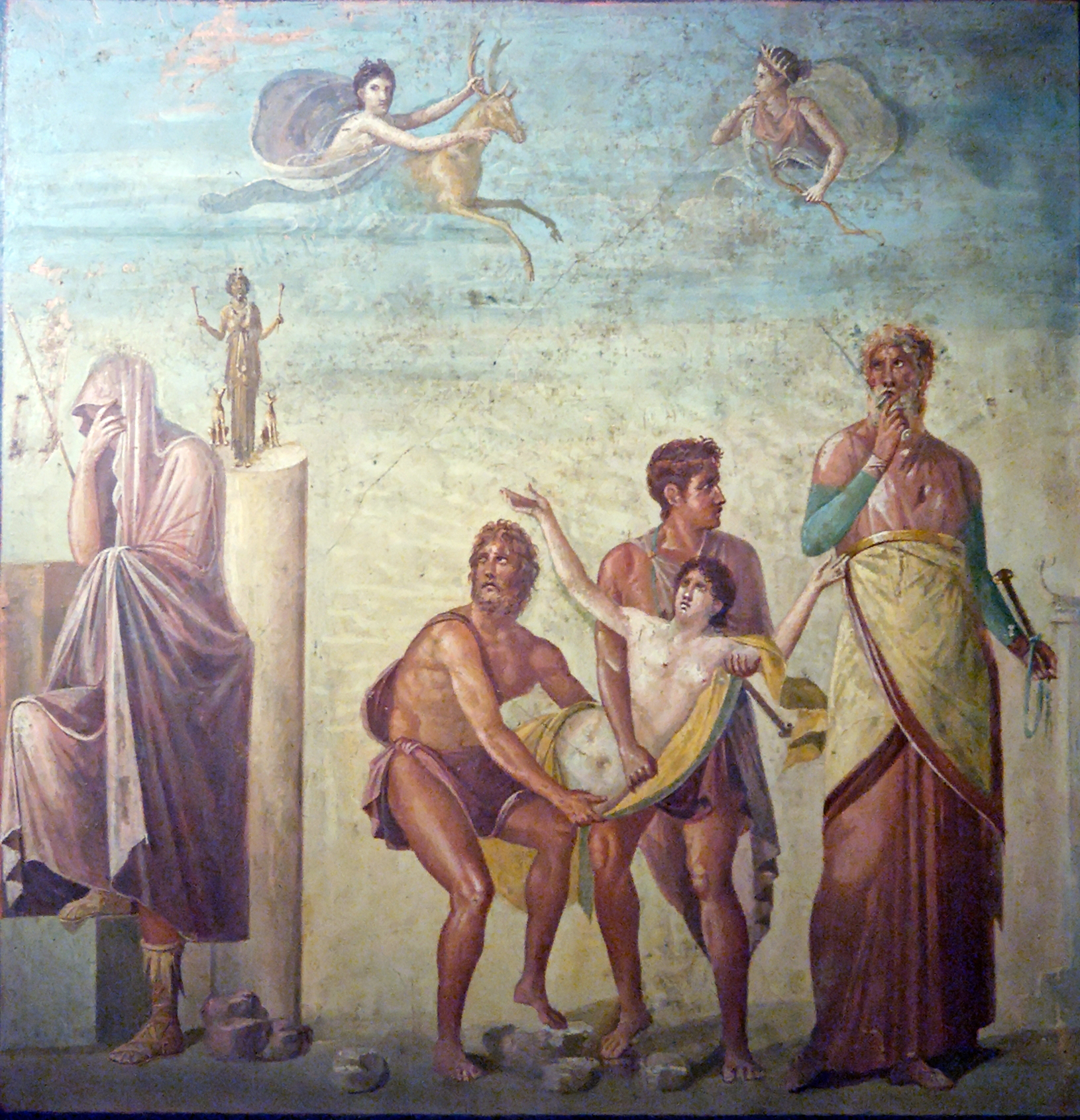
Calcas presente ao sacrifício de Ifigênia em um afresco de um peristilo em Pompeia

Calcas ("homem de bronze") ou Kalchas Thestórides ("filho de Téstor") foi um poderoso vidente da mitologia grega.

## Biografia
O nome do seu pai era Téstor, um descendente de Apolo. Existem duas versões para a origem de Calcas: que ele era de origem grega e outra, tardia, que era um troiano. A versão que Calcas era um troiano foi divulgada por Darius Frígius. Nesta versão, ele teria sido enviado pelos frígios ( ou troianos) para consultar o oráculo de  Apolo em Delfos. Lá, teria recebido um oráculo que dava como certa a queda de Troia e decidiu desertar se tornou vidente dos gregos. Essa versão é bastante incoerente com muitos aspectos mito ( como a previsão sobre Aquiles) e não é considerada válida pela maior parte dos mitógrafos. Apesar disso, ela gozou de popularidade na Idade Média quando Calcas se tornaria personagem de lendas medievais em torno da personagem Criseída ou Criseis. Calcas era considerado o melhor dos adivinhos que interpretavam o voo dos pássaros. Ele sabia das coisas que haviam acontecido, das coisas que iriam acontecer e do que havia ocorrido antes.

## Adivinhações anteriores à Guerra de Troia
Segundo as tradições mais antigas e respeitadas, Calcas era um vidente grego considerado o melhor em interpretar os desígnios dos deuses e o futuro. A sua história se liga a da guerra de Tróia.  Segundo Apolodoro, teria sido Calcas a prever, quando Aquiles tinha nove anos de idade, que Troia não poderia ser tomada sem ele, o que levou sua mãe Tétis, que previra a morte do filho na guerra, a vesti-lo com roupas de mulher e confiá-lo, como se fosse uma menina, a Licomedes.
Quando os aqueus se reuniram em Áulis, na preparação da invasão, um total de 1 013 navios, após o sacrifício a Apolo, uma serpente saiu do altar e consumiu oito pássaros que estavam em um ninho próximo, junto com a mãe, fazendo um total de nove vítimas, e, em seguida, se transformou em pedra. Calcas interpretou este sinal como vindo de Zeus, indicando que Troia seria tomada após dez anos.
Como se pode ver, essas versões acima, em que Calcas profetiza para os gregos desde o início da guerra se opõe a versão tardia de Dares da Frígia.  De acordo com o texto atribuído a Dares da Frígia, no início da guerra Príamo enviou Calcas a Delfos para consultar o deus. O oráculo deu a Calcas resposta que os gregos conquistariam Troia no décimo ano de guerra. O oráculo também disse que Calcas deveria ir com os gregos e os aconselhar. Em seguida, Calcas teria encontrado com Aquiles, os dois teriam compartilhado suas repostas e o vidente decidiu unir-se aos gregos. O fato que Dares da Frígia apresente um relato tão diferente quanto a Calcas e tão incoerente em relação ao resto do mito não deve nos surpreender, pois o texto de Dares da Frígia, uma obra tardia do período romano, modifica muitos elementos importantes do mito troiano como encontrado nas fontes gregas. Apenas para citar alguns exemplos em Dares da Frígia o cavalo de Troia não existe, o principal herói troiano é o príncipe Troilos, não Hector, e após a tomada da cidade personagens como Cassandra, Hecuba e Andrómaca terminam livres e partem junto com Heleno para o exílio. As mudanças relativas a Calcas são parte das alterações no mito original trazidas pelo texto de Dares da Frígia. 

## Adivinhações durante a Guerra de Troia
-Os gregos em Áulis:
Inicialmente o exército grego se perdeu no caminho para Troia e acabou atacando o reino de Mysia onde Aquiles feriu o rei local Télefo. Percebendo o seu erro, os gregos partem da Mysia e mais tarde retornam a Áulis. Reunidos em Áulis sem um líder para levá-los de volta a Troia, os aqueus receberam a visita de Télefo, que pediu a Aquiles para curá-lo do ferimento por este inflingido, prometendo mostrar o caminho até Troia. Aquiles o curou, e Télefo os guiou até Troia, sendo o caminho confirmado por Calcas através da sua arte da advinhação.
Os ventos, porém, não eram favoráveis, e Calcas disse que eles só conseguiriam o vento se Agamenon sacrificasse a mais bela de suas filhas a Ártemis, porque a deusa estava irritada com o rei. O motivo teria sido o rei ter matado numa caçada um animal sagrado dedicado e Ártemis e ainda se vangloriar que era melhor caçador que a deusa . Odisseu  e Talthybius foram enviados a Clitemnestra e pediram que ela entregasse Ifigênia, dizendo que ela seria dada a Aquiles como esposa, como recompensa por seu serviço no exército. Clitemnestra a enviou e Agamenon colocou-a no altar do sacrifício. A partir desse ponto o mito tem diferentes versões, alguns autores como Ésquilo    afirmam que Ifigênia foi sacrificada e morreu em Áulis. Outros, porém, que Ártemis a levou até a Táurida, fez dela sua sacerdotisa, e a substituiu por um cervo.Essa é a versão da peça de Eurípides Ifigênia em Taurida. 
-Calcas na Ilíada e no último ano da guerra:
Calcas tem papel de destaque no início da Ilíada e serão suas previsões que colocaram a trama, isto é, a irá de Aquiles em cena. Muitos gregos começaram a morrer de peste doença que costumava ser atribuída a ação do deus Apolo e de suas "flechas". Um sacerdote de Apolo, Crises, tinha sido ofendido por Agamemnon que seu recusou a devolver-lhe a filha Criseida e ameaçou o homem caso permanecesse no campo. Crises pede então a ação de Apolo numa prece e o deus Apolo o atende e passa a manda suas flechas com a peste. No décimo dia, Aquiles propôs ao filho de Atreu que os aqueus que consultassem um vidente, sacerdote ou interpretador de sonhos, para explicar porque Febo Apolo estava irritado, e o que eles poderiam fazer para agradá-lo.  Calcas então procura Aquiles e diz que sabe o motivo da irá de Apolo, mas que só ousaria falar se tivesse a proteção da Aquiles já que suas palavras ofenderiam o poderoso Agamemnon líder dos gregos. Após receber garantias de Aquiles, Calcas revelou que Apolo estava irritado pelo que havia sido feito a um sacerdote de Apolo, Crises, cuja filha Criseida havia sido escravizada e desonrada por Agamenon. A solução seria devolver Criseida a Crises, e fazer uma hecatombe em Crisa, cidade onde vivia o sacerdote. Agamemnon, após acusar Calcas de apenas profetizar desgraças e de gostar disto, e de declarar que preferia Criseida à sua esposa Clitemnestra, concorda em devolver Criseida, mas diz que vai tomar Briseida, cativa de Aquiles, para si. Isto levou à ruptura entre Aquiles e Agamenon, a chamada irá de Aquiles que marca os eventos da Ilíada.
Depois que a Guerra de Troia já tinha durado dez anos, Calcas profetizou que a cidade não poderia ser tomada a menos que os aqueus tivessem o arco e as flechas de Hércules. Odisseu e Diomedes foram até Lemnos, e convenceram Filoctetes a navegar até Troia.
Após a derrota e o saque de Troia, quando os aqueus queriam voltar, Calcas os deteve, dizendo que Atena estava furiosa com eles, pela impiedade de Ájax da Lócrida, que havia violentado Cassandra no altar da deusa, mas quando os aqueus iam matar Ájax, ele fugiu para o altar e foi deixado em paz.
Pela versão de Dares da Frígia, a tempestade que reteve os aqueus foi causada porque os espíritos dos mortos estavam incomodados. Neoptólemo, lembrando que Polixena fora a causa da morte do seu pai Aquiles, procurou a jovem, e ela foi entregue por Eneas. Neoptólemo a sacrificou, cortando sua garganta, sobre o túmulo de Aquiles.

## Morte
Anfíloco, Calcas, Leontheus, Podalírio e Polipoetes não voltaram de navio, mas deixaram os navios em Troia e viajaram, por terra, até Colofonte.
Em Colofonte, eles foram recebidos por Mopso, outro adivinho, filho de Apolo e Manto, que disputou contra Calcas para ver quem era o melhor adivinho.
Na primeira disputa, Calcas perguntou a Mopso quantas folhas havia em uma figueira, este respondeu que eram dez mil, mais um barril, e mais uma, o que era o número certo.
Depois disto, Mopso perguntou a Calcas quantos filhotes havia em uma porca grávida, e quando eles nasceriam, Calcas respondeu que eram oito. Mopso então disse que Calcas não era um adivinho exato, e que ele, filho de Apolo e Manto, sabia adivinhar de forma precisa, que o número de filhotes seria nove, e que eles nasceriam no dia seguinte, na sexta hora.
Havia sido profetizado que Calcas morreria quando encontrasse um adivinho melhor que ele, e quando as coisas aconteceram da forma prevista por Mopso, Calcas morreu de desgosto, e foi enterrado em Notium.
Calcas na Literatura: 

Calcas figura como personagem ou é mencionado em diversas obras literárias além da Ilíada. Em algumas obras as ações de Calcas se misturam as do vidente troiano Heleno, capturado pelos gregos no final da guerra. As ações de Calcas tem papel central na peças Ifigênia Aulis de Eurípedes e Agamemnon de Ésquilo e ele é mencionado em várias obras pós-homeríca como Quintus de Esmirna. O personagem de Calcas se torna relevante também nos mitos medievais de Troia. Utilizando o Dares da Frígia vemos Calcas se transformar não apenas em troiano, mas em pai de Criseida. Essa será a versão utilizada no Roman de Troie de Benoit de Saint Maur que terá grande popularidade na Idade Média. Nessa versão, mais adequada ao gosto da época, Criseida não é escravizada, mas trazida de Troia para o campo grego a pedido de seu pai Calcas, o que levaria a um separação com Troilos. Essa versão medieval de Calcas e Criseida vai reaparecer em obras como Troilus e Cressida de Chaucer e na peça homônima de Shakespeare. 